# Liste der Naturdenkmale in Aglasterhausen
| Naturdenkmale | Anzahl |
| ------------- | ------ |
| FND           | 0      |
| END           | 9      |
| Gesamt        | 9      |

Die Liste der Naturdenkmale in Aglasterhausen nennt die verordneten Naturdenkmale (ND) der im baden-württembergischen Neckar-Odenwald-Kreis liegenden Gemeinde Aglasterhausen. In Aglasterhausen gibt es insgesamt neun als Naturdenkmal geschützte Objekte, keines ist ein flächenhaftes Naturdenkmal (FND), alle sind Einzelgebilde-Naturdenkmale (END).
Stand: 31. Oktober 2016.

## Einzelgebilde (END)
| Name                            | Bild | Kennung     | Einzelheiten   | Position | Fläche Hektar | Datum        |
| ------------------------------- | ---- | ----------- | -------------- | -------- | ------------- | ------------ |
| Alteichenhain                   |      | 82250020203 | Aglasterhausen | ???      | 0,0           | 1. März 1984 |
| Birnbaum                        |      | 82250020204 | Aglasterhausen | ???      | 0,0           | 1. März 1984 |
| Kastanie                        |      | 82250020206 | Aglasterhausen | ???      | 0,0           | 1. März 1984 |
| Kastanie                        |      | 82250020207 | Aglasterhausen | ???      | 0,0           | 1. März 1984 |
| Linde                           |      | 82250020202 | Aglasterhausen | ???      | 0,0           | 1. März 1984 |
| 1 Buche „Breitenbronner Buche“  |      | 82250020205 | Aglasterhausen | ???      | 0,0           | 1. März 1984 |
| 1 Eiche „Zeller-Eiche“          |      | 82250020201 | Aglasterhausen | ???      | 0,0           | 1. März 1984 |
| 1 Linde „Linde mit Dorfbrunnen“ |      | 82250020209 | Aglasterhausen | ???      | 0,0           | 1. März 1984 |
| 1 Linde „Luther-Linde“          |      | 82250020208 | Aglasterhausen | ???      | 0,0           | 1. März 1984 |
| Legende für Naturdenkmal        |      |             |                |          |               |              |